# Jonathan Schoop
Jonathan Rufino Jezus Schoop (Willemstad, 16 ottobre 1991) è un giocatore di baseball olandese, originario di Curaçao, che gioca nel ruolo di terza base per i Detroit Tigers della Major League Baseball (MLB).

## Carriera
Schoop firmò con i Baltimore Orioles come free agent il 20 agosto 2008, esordendo l'anno seguente nella Minor League. Debuttò nella MLB il 25 settembre 2013, al Camden Yards di Baltimora, contro i Toronto Blue Jays, battendo un singolo al suo primo turno in battuta su lancio di Esmil Rogers. Nella stessa gara batté anche il suo primo fuoricampo. Concluse la partita con un punto battuto a casa (RBI) e 3 punti segnati. La sua prima annata si chiuse con 4 valide in 5 partite. Nel 2014, la sua prima stagione completa, disputò 137 gare, con una media battuta di .209, con 16 fuoricampo e 45 RBI.
Nella prima metà della stagione 2017, Schoop ebbe una media battuta di .297, con 16 fuoricampo e 51 RBI, venendo convocato per il primo All-Star Game della carriera.
Il 31 luglio 2018, Schoop fu scambiato con i Milwaukee Brewers in cambio di Jonathan Villar, e i giocatori di minor league Luis Ortiz e Jean Carmona. Al termine della stagione divenne free agent e il 6 dicembre 2018, Schoop firmò un contratto annuale del valore di 7.5 milioni di dollari con i Minnesota Twins per la stagione 2019. Divenne free agent al termine della stagione.
Il 21 dicembre 2019, Schoop firmò un contratto di un anno del valore di 6.1 milioni con i Detroit Tigers per giocare la stagione 2020.
Il 5 febbraio 2021, Schoop firmò con i Tigers un contratto annuale del valore di 4.5 milioni di dollari. Il contratto venne esteso l'8 agosto, con la firma da parte di Schoop di un contratto biennale dal valore complessivo di 15 milioni di dollari.

## Palmarès

### Individuale
- MLB All-Star: 1

2017
- Giocatore della settimana dell'American League: 2

(23 luglio 2017, 29 luglio 2018)

### Nazionale
- Campionato mondiale di baseball:  Medaglia d'Oro

Team Paesi Bassi: 2011
- Campionato europeo di baseball:  Medaglia d'Argento

Team Paesi Bassi: 2012